# 3870-es busz
A 3870-es jelzésű autóbuszvonal Sárospatak és környékének egyik regionális autóbuszjárata, amit a Volánbusz Zrt. lát el Sárospatak vasútállomás és Pálháza között, Sátoraljaújhely érintésével.

## Közlekedése

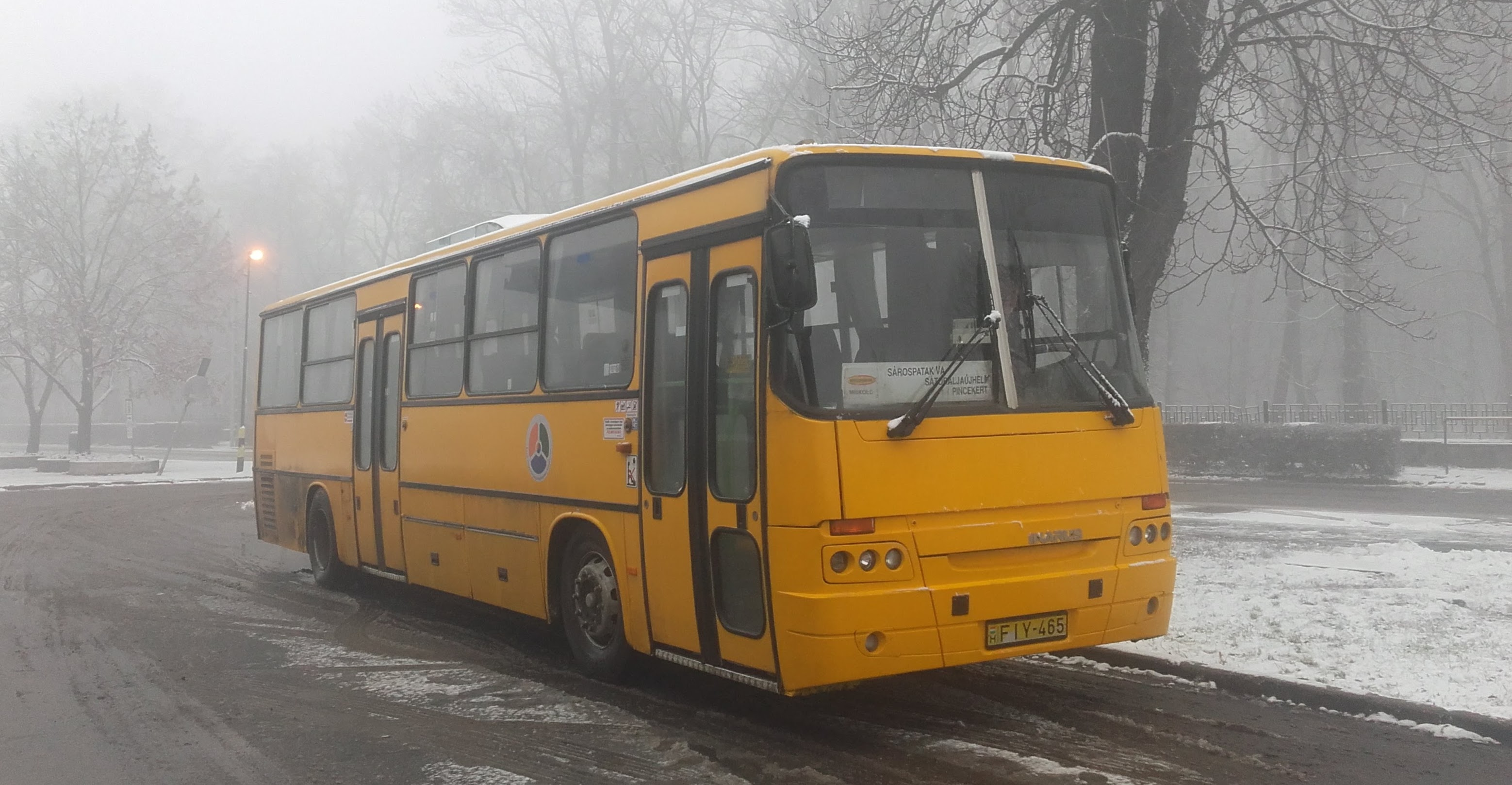
Sárospatakra igen sok egykori Szabolcs Volán-jármű került, mint például ez az Ikarus C56

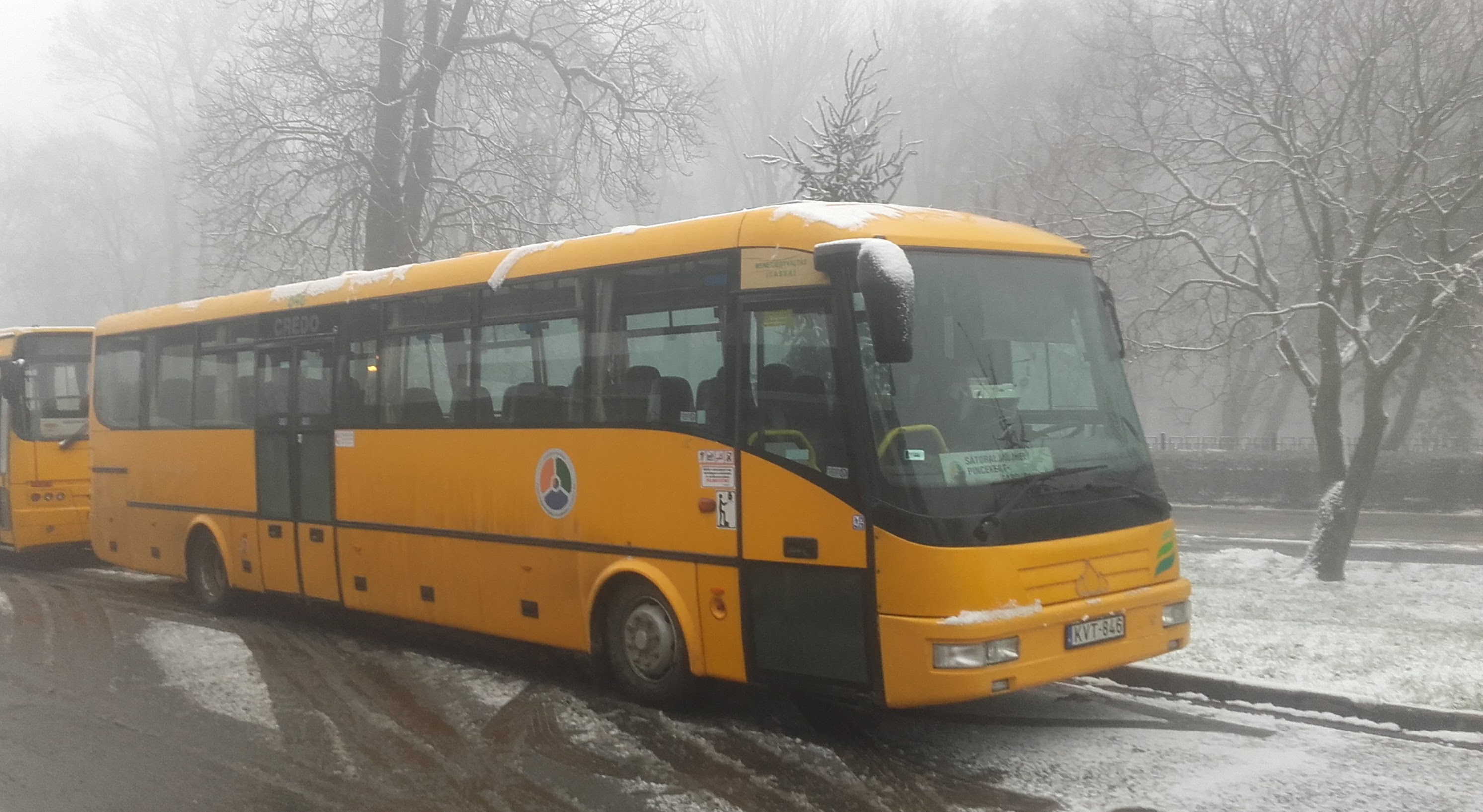
A járaton az egyik fő jármű a Credo EC 12

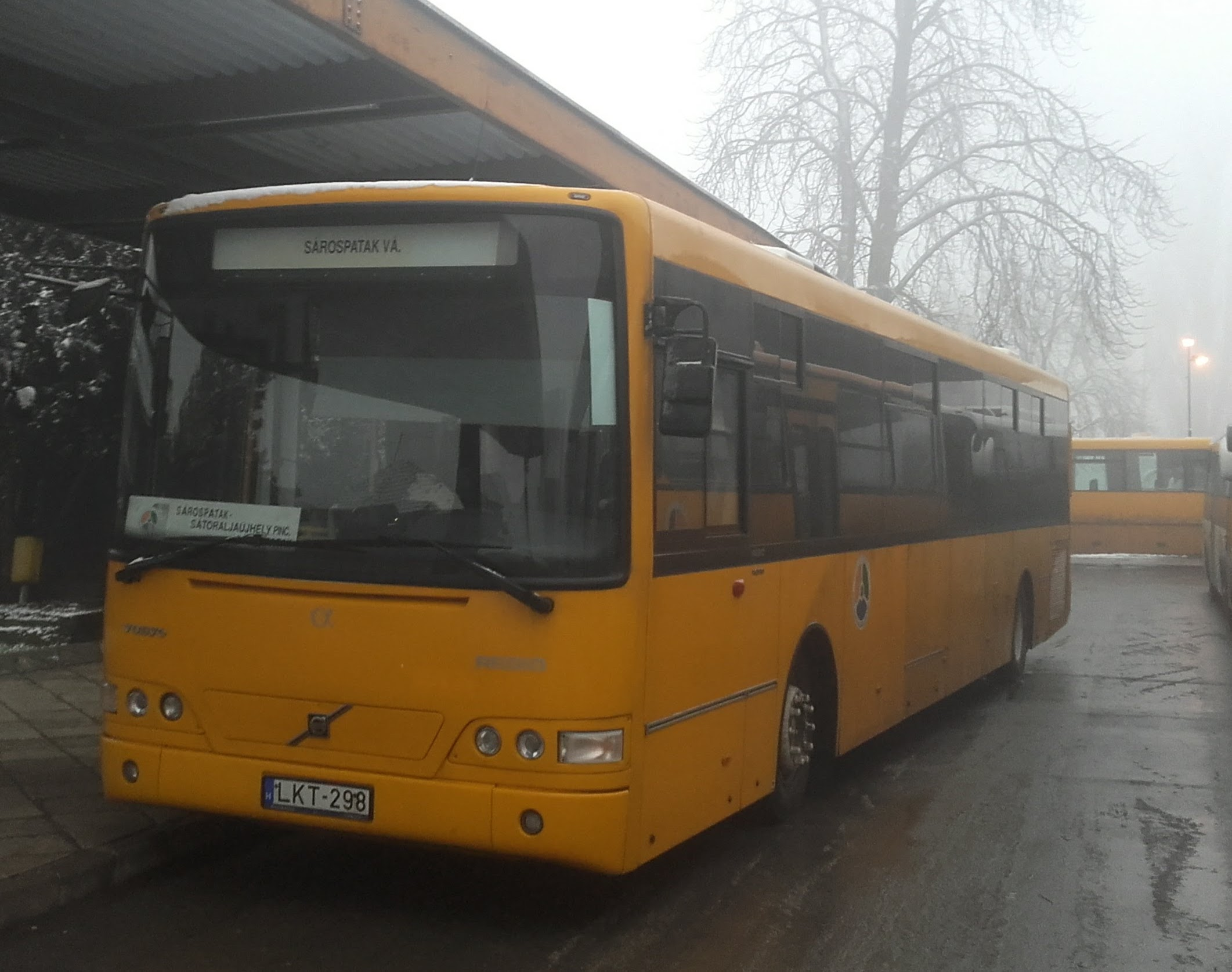
Nagyon sok indítás csak Sárospatak és Sátoraljaújhely között közlekedik; ilyen a képen látható Alfa Regio is

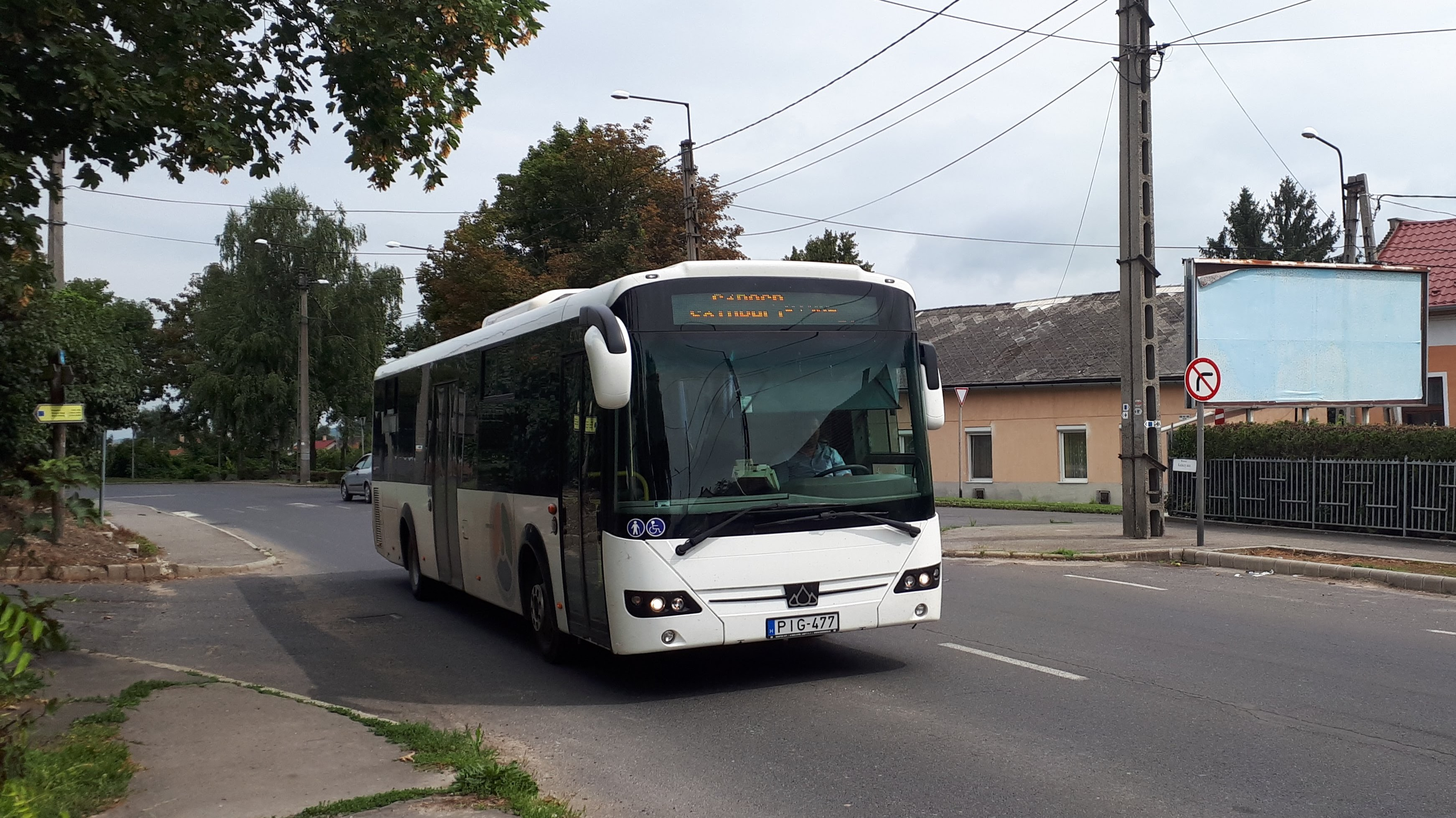
A 2017-ben beszerzett Credo Econell 12 buszokkal is utazhatunk a vonalon

A járat a Sárospataki járás székhelyének, Sárospataknak a forgalmas vasútállomását (a legtöbb járathoz vasúti csatlakozás is van) köti össze a Sátoraljaújhelyi járás jelentős székhelyével, Sátoraljaújhelyjel, illetve a megye kis útjainak csomópontjában fekvő Pálházával. A vonalon fontos szakaszolópont Sátoraljaújhely vasútállomás és Sátoraljaújhely-Pincekert: sok járat csak innen közlekedik, innen indul. Napi fordulószáma viszonylag magasnak mondható, az útvonalat kevés indítás járja végig.

## Megállóhelyei
| 0  | Sárospatak, vasútállomás végállomás                 | 34 | 1449, 3729, 3869, 3871, 3872, 3873, 3875, 3878, 3879, 3880, 3881, 3882, 3883, 3884, 3885, 3886, 3888, 3923, 3930 személyvonat, sebesvonat, IC |
| 1  | Sárospatak, gimnázium                               | 33 | 1449, 3729, 3869, 3871, 3930 |
| 2  | Sárospatak, Kazinczy utca                           | 32 | 1449, 3729, 3869, 3871, 3930 |
| 3  | Végardói elágazás                                   | 31 | 1449, 3729, 3871, 3930 |
| 4  | Sátoraljaújhely (Károlyfalva), bejárati út          | 30 | 1449, 3729, 3871, 3909, 3930 |
| 5  | Sátoraljaújhely (Károlyfalva), templom              | 29 | |
| 6  | Sátoraljaújhely (Károlyfalva), vegyesbolt           | 28 | 3909 |
| 7  | Sátoraljaújhely (Károlyfalva), bejárati út          | 27 | 1449, 3729, 3871, 3909, 3930 |
| 8  | Köveshegy                                           | 26 | 1449, 3729, 3871, 3909, 3930 |
| 9  | Várhegyi szőlők                                     | 25 | 3871, 3930 |
| 10 | Várhegy                                             | 24 | 1449, 3729, 3871, 3909, 3930 |
| 11 | Sátoraljaújhely, telefongyár                        | 23 | 1449, 3729, 3871, 3909, 3930 |
| 12 | Sátoraljaújhely, vasútállomás                       | 22 | 1449, 3729, 3881, 3900, 3901, 3903, 3905, 3907, 3909, 3919, 3920, 3923, 3924, 3925, 3929, 3930 személyvonat, sebesvonat, IC                   |
| 13 | Sátoraljaújhely, Kossuth utca 33.; 40.              | 21 | 3871, 3900, 3901, 3903, 3905, 3907, 3909, 3919, 3920, 3923, 3925, 3929                                                                        |
| 14 | Sátoraljaújhely, Hősök tere                         | 20 | 3871, 3900, 3901, 3903, 3905, 3907, 3909, 3919, 3920, 3923, 3925, 3929                                                                        |
| 15 | Sátoraljaújhely, Vasvári Pál utca                   | 19 | 3871, 3900, 3901, 3903, 3905, 3907, 3919, 3920, 3929                                                                                          |
| 16 | Sátoraljaújhely, Közgazdasági iskola, Kazinczy utca | 18 | 3871, 3900, 3901, 3903, 3905, 3907, 3909, 3929                                                                                                |
| 17 | Sátoraljaújhely, Kazinczy utca 70., 51.             | 17 | 3871, 3900, 3901, 3903, 3905, 3907, 3909, 3929                                                                                                |
| 18 | Sátoraljaújhely, Pincekert                          | 16 | 3907 |
| 19 | Sátoraljaújhely, Kazinczy utca 138., 91.            | 15 | 3900, 3901, 3903, 3907, 3909, 3929, 3930 |
| 20 | Sátoraljaújhely, torzsás                            | 14 | 3871, 3900, 3901, 3903, 3905, 3907, 3909, 3929                                                                                                |
| 21 | Sátoraljaújhely, TESCO                              | 13 | 3871, 3900, 3901, 3903, 3905, 3907, 3909, 3929                                                                                                |
| 22 | Sátoraljaújhely, Mezőgép Vállalat                   | 12 | 3900, 3901, 3903, 3907, 3909, 3929, 3930 |
| 23 | Sátoraljaújhely (Széphalom), autóbusz-váróterem     | 11 | 3871, 3900, 3901, 3903, 3905, 3907, 3929 |
| 24 | Alsóregmeci elágazás                                | 10 | 3871, 3900, 3901, 3903, 3905, 3929, 3930 |
| 25 | Mikóháza, temető                                    | 9  | 3871, 3900, 3901, 3929 |
| 26 | Mikóháza, vegyesbolt                                | 8  | 3900, 3901, 3903, 3929, 3930 |
| 27 | Vilyvitányi elágazás                                | 7  | 3900, 3901, 3903, 3905, 3929, 3930 |
| 28 | Vilyipuszta bejárati út                             | 6  | 3871, 3900, 3901, 3903, 3905, 3929 |
| 29 | Füzérradvány, kastélykerti elágazás                 | 5  | 3871, 3900, 3901, 3903, 3905, 3929 |
| 30 | Kovácsvágási elágazás                               | 4  | 3871, 3900, 3901, 3903, 3905, 3929, 3930 |
| 31 | Pálháza, iskola                                     | ∫  | 3900, 3901, 3903 |
| 32 | Pálháza, forduló                                    | ∫  | 3900, 3901, 3903 |
| 33 | Pálháza, autóbusz-váróterem                         | 3  | 3871, 3900, 3901, 3903, 3905, 3929 Pálháza |
| 34 | Füzérradvány, Kossuth utca                          | 2  | 3900, 3901, 3903, 3929 |
| 35 | Pálháza, autóbusz-váróterem                         | 1  | 3871, 3900, 3901, 3903, 3905, 3929 Pálháza |
| 36 | Pálháza, ipartelep forduló végállomás               | 0  | 3900, 3901, 3903 Pálháza-Ipartelep |